# Antonio García Ameijenda
 Antonio García Ameijenda (nacido el 10 de febrero de 1948 en Cabanas, La Coruña, Galicia, España) es un exfutbolista español y ayudante de campo. Jugaba de centrocampista y su primer club fue San Lorenzo de Almagro.

## Trayectoria

### Como futbolista
"El Tano", como los hinchas le decían en oposición a su evidente origen gallego, se inició en San Lorenzo de Almagro, club donde juega 135 partidos y convierte 24 goles. Su primer partido fue el 19 de noviembre de 1967 contra River Plate en condición de visitante en el estadio  Antonio Vespucio Liberti, el equipo cayó por 1 a 0. La formación de San Lorenzo fue compuesta por: Carlos Buticce, Oscar Calics, Raúl Páez,  Rolando Gramari, Roberto Telch, José Rafael Albrecht, Alberto Rendo, Héctor Veira, Rodolfo Fischer, Antonio García Ameijenda y Miguel Ángel Tojo. San Lorenzo estaba siendo dirigido por el brasileño Tim. Durante sus años en San Lorenzo logra el múltiples campeonatos como el de 1968,  el bicampeonato de 1972 (campeón del metro y del nacional) este título bajo la dirección técnica de "Toto" Lorenzo que le dio una personalidad especial al equipo que fue llamado el "equipo computadora". También ganó el campeonato de 1974.  Tenía despliegue y buen manejo de la pelota. Luego, el Tano pasó por Estudiantes de La Plata, Huracán, U. D. Salamanca de España, Gimnasia y Esgrima de La Plata, Armenio y Club Almagro. Tras dejar la actividad, el Tano se convirtió en ayudante de campo del Héctor Veira.

### Como Ayudante de campo
Como ayudante de campo trabajo junto al Héctor Veira en clubes como San Lorenzo de Almagro y  Boca Juniors.

## Clubes

### Como futbolista
| Club                           | País      | Año         |
| ------------------------------ | --------- | ----------- |
| San Lorenzo de Almagro         | Argentina | 1967 - 1975 |
| Red Star Paris                 | Francia   | 1973 - 1973 |
| San Lorenzo de Almagro         | Argentina | 1974 - 1975 |
| Estudiantes de la Plata        | Argentina | 1975 - 1975 |
| UD Salamanca                   | España    | 1975 - 1978 |
| Club Huracán                   | Argentina | 1978 - 1978 |
| Gimnasia y Esgrima de la Plata | Argentina | 1979 - 1979 |

### Como ayudante de campo
| Club                   | País      | Año         |
| ---------------------- | --------- | ----------- |
| San Lorenzo de Almagro | Argentina | 1982 - 1983 |
| Boca Juniors           | Argentina | 1997 - 1998 |

## Palmarés como jugador

### Campeonatos nacionales
| Título           | Club                   | País      | Año    |
| ---------------- | ---------------------- | --------- | ------ |
| Primera División | San Lorenzo de Almagro | Argentina | M-1968 |
| Primera División | San Lorenzo de Almagro | Argentina | M-1972 |
| Primera División | San Lorenzo de Almagro | Argentina | N-1972 |
| Primera División | San Lorenzo de Almagro | Argentina | N-1974 |

### Distinciones individuales
| Distinción                                                                                | Año  |
| ----------------------------------------------------------------------------------------- | ---- |
| Jugador con más títulos nacionales en San Lorenzo (Junto a Telch, Villar, Irusta y Cocco) | 1975 |